# 413 (số)
413 (bốn trăm mười ba) là một số tự nhiên ngay sau 412 và ngay trước 414.